# Norra Tjusts pastorat
Norra Tjusts pastorat är ett pastorat inom Svenska kyrkan i Kustbygdens kontrakt (före 2017 Tjusts kontrakt) av Linköpings stift. Pastoratskod: 021209. Pastoratet ligger i Västerviks kommun och bildades den 1 januari 2007 genom sammanslagning av tre tidigare pastorat (021209:Gamleby-Lofta-Odensvi, 021210:Dalhem-Överum samt 021211:Loftahammar-Västra Ed-Ukna). Pastorsexpeditionen ligger i Gamleby.
Pastoratet omfattar följande åtta (8) församlingar:
- Dalhems församling
- Gamleby församling
- Lofta församling
- Loftahammars församling
- Odensvi församling
- Ukna församling
- Västra Eds församling
- Överums församling